# Noia (Spagna)
Noia è un comune spagnolo di 14 808 abitanti situato nella comunità autonoma della Galizia. Il suo territorio è attraversato dal fiume Tambre.